# Nintendo GameCube
De Nintendo GameCube is een spelcomputer uit een serie van door Nintendo uitgebrachte spelcomputers.
De Nintendo GameCube is in Nederland en België op 3 mei 2002 op de markt gebracht, en was hiervoor nog bekend onder de codenaam Dolphin. Het was de opvolger van de Nintendo 64 en bood betere graphics. In tegenstelling tot eerdere Nintendo-consoles werkte de GameCube niet meer met spelcartridges, maar met mini-dvd schijfjes in een eigen formaat. Hierdoor kon een spel aanzienlijk groter qua inhoud zijn, maar moest soms wel gewacht worden op het laden van het spel. Via deze DVD-schijfjes ging Nintendo de concurrentiestrijd aan met de PlayStation 2 van Sony en de Xbox van Microsoft.
De GameCube is beschikbaar in 5 kleuren: wit, zwart, paars en zilver en oranje. De oranje versie is alleen in de Japanse markt uitgebracht. De GameCube kwam op de markt in 2 varianten. Dit waren de zwarte en de paarse. Later kwamen de witte en de zilveren versie op de markt. 
Toen Nintendo in 2002 de GameCube op de markt bracht, moesten ze een zware strijd aangaan met Sony en Microsoft die eerder hun consoles op de markt gebracht hadden, respectievelijk de PlayStation 2 (in 2000) en de Xbox (in 2001). De GameCube was in het nadeel omdat zijn concurrenten in staat waren om dvd's af te spelen. De GameCube viel vooral op vanwege zijn unieke kubusvorm, kleur en omdat de spellen op klein formaat (omtrek) dvd-schijfjes stonden, met een doorsnede van 8 centimeter.
Panasonic heeft in Japan een GameCube op de markt gebracht met een geïntegreerde dvd-speler onder de naam Panasonic Q. Tegenwoordig een collector's item met een waarde van ongeveer 400 euro.

## Opvolger
De populariteit van de GameCube was niet zoals Nintendo gehoopt had. Ze beslisten zich te focussen op een andere doelgroep van mensen dus hebben ze op 8 december 2006 de opvolger geïntroduceerd, de Wii. Op de Wii kunnen ook spellen van de GameCube worden afgespeeld. Hiervoor is dan nog wel een GameCube-controller en GameCube-geheugenkaart nodig. Aansluitingen op de Wii voor GameCube-controllers en geheugenkaarten zitten bovenop achter twee klepjes. GameCube spellen worden op de Wii gestart via het diskmenu. Niet elke Wii kan een GameCube-spel afspelen, alleen de Wii-modellen met het modelnummer RVL-001.

## Specificaties

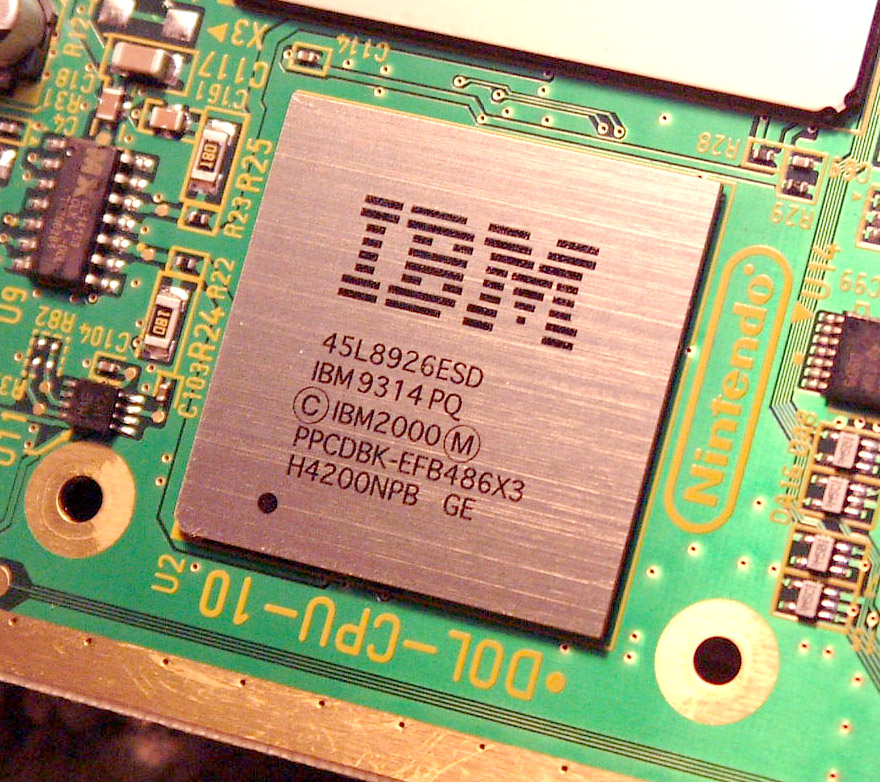
Gekko processor van IBM

- CPU: 128-bits IBM PowerPC "Gekko", kloksnelheid van 485 MHz
- Grafische processor: ArtX/Nintendo "Flipper" op 162 MHz met geïntegreerd DRAM
- Geheugen: 43 MB totaal
  - 24 MB videogeheugen, 3 MB geïntegreerd binnen "Flipper", 16 MB DRAM als buffer voor audio en dvd-station
- Geluidskaart: 64 ADPCM analoge audiokanalen op 48 kHz, stereo, met surround mogelijkheid via Dolby Pro Logic II
- Dvd-rom eenheid met CAV (constante hoeksnelheid)
- Media: optische schijf, propriëtair formaat gebaseerd op de mini-dvd, diameter 80 mm, capaciteit ca. 1,5 GB.
- Video: 768×576 geïnterlinieerd (576i) op 50 Hz, 640×480 geïnterlinieerd (480i) op 60 Hz
- 4 controller-poorten, 2 poorten voor geheugenkaarten
- 1 analoge audio/video-uitgang (CVBS en RGB), 1 digitale audio/video-uitgang
- 2 seriële poorten - gereserveerd voor een breedband of modemadapter, 1 parallelle poort - voor de Game Boy Player
- Energieverbruik: 39 watt
- Afmetingen: 114 × 150 × 160 mm
- Gewicht: 2,6 kg[2][3]

### Digitale uitgang
Nintendo bood in eerste instantie een digitale videopoort aan op de eerste GameCube modellen. Deze poort werd gebruikt voor het aansluiten van de component kabel. Volgens Nintendo bleek na onderzoek dat slechts 1 procent hiervan gebruik maakte, daarom werd deze poort, alsmede ook een van de seriële poorten, op latere modellen, gefabriceerd na mei 2004 (modelnummer DOL-101 en later), verwijderd.

## Accessoires
Er zijn verschillende accessoires voor de Nintendo GameCube verschenen. Hieronder een overzicht:
- Controller
- Wireless WaveBird Controller
- Memory Card 1019 Blocks (alleen in Japan en Amerika)
- Memory Card 251 Blocks
- Memory Card 59 Blocks
- Microfoon
- RGB SCART-kabel
- GameCube-componentkabel (alleen in Japan en Amerika, later ook in Europa)
- Game Boy Player
- Game Boy Player Controller
- Modem-adapter
- Breedband-adapter
- Game Boy Advance-linksnoer
- Dansmat voor Dancing Stage: Mario Mix
- DK Bongo (voor het spel Donkey Konga)

## Lanceertitels
Japan: 14 september 2001
- Luigi's Mansion
- Super Monkey Ball
- Wave Race: Blue Storm

Verenigde Staten: 18 november 2001
- All-Star Baseball 2002
- Batman Vengeance
- Crazy Taxi
- Dave Mirra Freestyle BMX 2
- Disney's Tarzan Untamed
- Luigi's Mansion
- Madden NFL 2002
- NHL Hitz 20-02
- Star Wars: Rogue Squadron II - Rogue Leader
- Super Monkey Ball
- Tony Hawk's Pro Skater 3
- Wave Race: Blue Storm

Europa: 3 mei 2002
- Batman Vengeance
- Bloody Roar: Primal Fury
- Burnout
- Crazy Taxi
- Coupe du Monde : FIFA 2002
- Dave Mirra Freestyle BMX 2
- Disney's Tarzan Freeride
- Donald Duck: Quack Attack
- ESPN International Winter Sports
- Extreme-G 3
- International Superstar Soccer 2
- Luigi's Mansion
- Sonic Adventure 2 Battle
- Star Wars: Rogue Squadron II - Rogue Leader
- Super Monkey Ball
- Tony Hawk's Pro Skater 3
- Universal Studios Theme Parks Adventure
- Wave Race: Blue Storm

## Spellen
Spelcomputers · Draagbare spelcomputers (Lijst van draagbare spelcomputers)